# Grijze meeuw
De grijze meeuw (Leucophaeus modestus; synoniem: Larus modestus) is een vogel uit de familie Laridae (meeuwen).

## Verspreiding en leefgebied
Deze soort broedt in de Atacama woestijn in noordelijk Chili en overwintert langs de kust van Zuid-Amerika van Ecuador tot zuidelijk Chili.

## Status
De grootte van de populatie is in 2006 geschat op 25 duizend volwassen vogels. Op de Rode lijst van de IUCN heeft deze soort de status niet bedreigd.